# 華潤置地
華潤置地（かじゅんちち、英語: China Resources Land(チャイナ・リソーシズ・ランド)、中国語: 華潤置地）は中国国務院系の華潤集団傘下企業である。
1994年に創業し、1996年に香港証券取引所に上場した。
不動産開発と販売を主力ビジネスとして、不動産賃貸、建設と内装事業、電気エンジニアリングサービスも従事している。
北京、上海、深圳、瀋陽、成都など全国50大都市で不動産事業を展開している。代表的なビルは「北京華潤大厦」、「瀋陽華潤中心」、「上海時代広場」を含む。